# Kdo je miliardář?
Kdo je miliardář? (v rumunském originále Nea Mărin miliardar) je rumunská filmová komedie z roku 1979, již natočil režisér Sergiu Nicolaescu. Scénář napsali Vintilă Corbul, Eugen Burada a Amza Pellea, který také ztvárnil hlavní dvojroli. Vedle něj se po jeho boku objevili například také Sebastian Papaiani, Draga Olteanu Matei, Puiu Călinescu, Jean Constantin, Ștefan Mihăilescu-Brăila, Ștefan Bănică, Colea Răutu nebo Brândușa Marioțeanu.
Amza Pellea zde hraje jednak komickou postavu Olteana Mărina Juveta z Băilești, jednak amerického miliardáře Marlona Juvetta, který přijíždí do Rumunska s výkupným za jeho dceru, která byla unesena gangstery. Oba muži jsou si však velmi podobní, takže je obtížné je od sebe rozeznat. Plést se začnou také jejich kufříky, takže gangsteři se nejednou zmocní kufříku strýčka Mărina, v němž je však jen pórek a sýr, zatímco penězi nabité příruční zavazadlo amerického boháče se k nim nikdy nedostane. Film končí happyendem: zločince zatýká inspektor Columbo, a miliardářova dcera přesvědčuje svého otce, aby v Rumunsku ještě zůstali.
Film zaznamenal v Rumunsku velký úspěch. Stal se nejsledovanějším rumunským filmem, při promítání bylo prodáno 14 643 840 vstupenek. Byl prodán i do několika západních zemí.

## Obsazení
| Amza Pellea              | Gogův strýček Mărin Juvet                   |
|                          | Miliardář Marlon Juvette                    |
| Brândușa Marioțeanu      | Samantha Juvett, miliardářova unesená dcera |
| Sebastian Papaiani       | Gogu, Mărinův synovec                       |
| Ștefan Mihăilescu-Brăila | Doe, šéf gangsterské bandy                  |
| Ștefan Bănică            | Poe, komplic                                |
| Hamdi Cerchez            | Moe, komplic                                |
| Ion Polizache            | komplic                                     |
| Jean Constantin          | Teach, šéf další gangsterské bandy          |
| Corneliu Gârbea          | Peach, komplic                              |
| Ștefan Thuri             | Rich, komplic                               |
| Petre Lupu               | Mitch, komplic                              |
| Alexandru Dobrescu       | Únosce                                      |
| Mircea Albulescu         | Únosce                                      |
| Stela Popescu            | Špionka nasazená na Juvettea                |
| Draga Olteanu Matei      | Veta, Mărinova žena                         |
| Puiu Călinescu           | Inspektor Columbo                           |
| Colea Răutu              | Ředitel hotelu                              |
| Gil Dobrică              | Zpěvák v hotelovém baru                     |
| Adina Popescu            | Pokojská                                    |
| Mihai Mălaimare          | Recepční v hotelu, Gogův starý známý        |
| Vasilica Tastaman        | Prodavačka ve valutovém obchodě             |
| Camelia Zorlescu         | Francouzská novinářka                       |
| George Paul Avram        | Italský novinář                             |
| Rodica Mandache          | Belgická novinářka                          |
| Victor Ștrengaru         | Řecký novinář                               |
| Rudi Rosenfeld           | Americký novinář                            |
| Dan Tufaru               | Italský turista                             |

## Děj
Dva únosci se několik minut po startu zmocní letadla na trase Frankfurt – Hong Kong, a vynutí si změnu trasy. Mezitím jeden z nich vhodí jejich spolucestující – Samanthě Juvett – do nápoje uspávací prostředky, a vyskakují nad Středozemním mořem. Následně se tito bandité scházejí s Doeovým gangem, od nějž dostanou za tuto 'společnost' paklík bankovek. Když však odjíždějí, Doe vyhodí jejich auto do povětří nastraženou bombou. Gang následně kontaktuje otce Samanthy, miliardáře Marlona Juvetta, s požadavkem milionu dolarů jako výkupného. Mají se sejít v rumunském městě Constanța, na břehu Černého moře. Sem se ovšem – mimo vyšetřujícího inspektora Columba – dostává také cizí gang, v jehož čele stojí bandita Teach, který se chce peněz zmocnit. Miliardář Juvette však zmešká letadlo, čímž začíná celá peripetie. 
Tou dobou totiž přijíždí do téhož města na dovolenou Oltean Mărin Juvet. Jeho synovec Gogu se mu snaží zajistit nocleh. Protože nechce být za hlupáka, ač je tou dobou všude plno, prosí v hotelu, kde dříve pracoval, svého přítele, aby strýčka ubytoval. Ten ovšem dostane kolosální nápad – strčit příbuzného do pokoje, který je připraven pro zámořského boháče, který zmeškal let. Gogu však strýci pro jistotu zabaví jeho venkovskou kabelu, a její obsah – sýr s pórkem – vloží do reprezentativnějšího kufříku. Strýčka dovede do pokoje a ten na radu svého přítele zamkne. 
Další den ráno se Mărin probouzí, a ve snaze zabít mouchu omylem přivolává pokojskou. Gogu se zpozdí, a tak dříve než on se k Mărinovi do pokoje dostává sám miliardář Juvette. Toho na recepci vítá sám ředitel hotelu. Marlon po příjezdu kupuje též kufřík, aby do něj mohl uložit výkupné. Sérií různých náhod si jeden druhého nevšimne. Juvetta  jde na setkáni s Doeovými gangstery, kteří jej směřují před hotel. Problémy jsou dva – jednak, že díky napíchlému telefonu jej u výtahu již očekavá gang druhý, a potom, že dojde k záměně obou kufříků, a jediné, co tak Teacheho banda získá, je pórek a sýr. Mărin se mezitím nemůže dočkat svého synovce, a tak opouští svůj pokoj. Snaží se nakoupit šaty pro svou ženu, nicméně prodavačka ve valutovém obchodě omdlí, když uvidí obsah kufříku, který Mărin náhodou otevře. Následně venkovana pronásleduje skupinka novinářů, majíce ho za nikoho jiného, než za amerického boháče.
Mărin se poté setkává s Gogem, ovšem následně opět musí prchat před novináři, a tak se ztratí. Mezitím zpacifikuje dva členy Teacheho bandy, kteří před ním nebyli schopni obrany. Doeův gang volá miliardáři. Marlon je konsternován a Doe se dozvídá, že ve hře jsou další bandité. Miliardář odmítá jednat, dokud nedostane k telefonu svou dceru. Jenže ta mezitím utekla, a tak Marlnonovy nezbývá než čekat. O zábavu začne mít postaráno, jakmile do pokoje vběhne Mărin, pronásledován novináři. Ti se pídí na různé otázky, na něž samozřejmě tento Rumun nezná odpověď. Nevědouc, že se tak také jmenuje jeho žena, zeptá se jakási žurnalistka také na jakousi 'operaci Veta', což však vesničan pochopí jako dotaz, proč byla tato na operaci. Následně všechny z pokoje vyžene. Poté také zneškodní příchozí bandity, čehož je svědkem také Marlon. Po jejich zběžném seznámení a výměně kufříků jej Američan požádá, aby dále 'plnil jeho roli', zatímco on se pokusí svou dceru osvobodit sám.
Doe na Marlona nasazuje svou vyzvědačku, jenže ta si jej samozřejmě splete s Olteanem, který je teď zařízený podle Marlonova programu. Ten se tak dostane poměrně rychle k gangsterům. Mărin nasedá do auta, a pomalu se vydává vstříc dalším katastrofám. Mezitím se konečně dostává k nejvýznamnějšímu hotelovému pokoji Gogu, a tak jako všichni ostatní si splete svého strýce s už zmíněným miliardářem. Mezi muži dojde k nedorozumění, takže Marlon uteče, a teprve po návratu zpět na pokoj zjistí, že má v rukou opět nesprávný kufřík. Mezitím se Mărin koupe na pláži, kde ho spatří z ničehož nic se objevivší Samantha. Avšak místo něj si jí všimnou dva gangsteři. Následuje honička, a Samanthě se podaří utéct. Mărin se vrací, i se svou společností, do hotelu. Oba gangy se mezitím setkávají a Doe navrhuje dohodu. Teach nakonec souhlasi, že se rozdělí 'fifty-fifty'. Je však jasné, že spolupráce nebude trvat dlouho. Jakmile obě skupiny dorazí do hotelu, Teach říká svým kumpánům, že druhé skupině se nedá věřit. Doe se nenápadně baví se svou špinokou, kterou Mărin opustil, když šel na pokoj.
Jakmile se Juvet vrátí na pokoj, kufříky si opět vymění. Marlon pro jistotu jeden vloží do blízké skříňky, aby se nezaměnily. V tom se na recepci hotelu objevuje Samantha. Gangsteři ji společně polapí a zavolají Marlonovi, když se zrovna snaží osvětlit svému rumunskému protějšku termín Cosa nostra. Schůzka je určena na 10. hodinu večerní v baru Ritz. Jelikož se však Samantha v telefonu málem rozkřičela, že se nachází v hotelu, Doe se rozhodne přemístit ji do jimi pronajaté vily. Teach však zůstává, vymluviv se blízkost miliardáře, jehož je třeba kontrolovat. Ve skutečnosti mu však jde jen o peníze, kterých se chce zmocnit. Doe však také nemá čisté úmysly. Jakmile se jeho gang dostaví do vily, volá Marlonovi, a změní čas schůzky na 21. hodinu. To se ovšem dozvídají prakticky ihned členové gangu druhého – mají totiž stále napíchnutý jeho telefon. 
Zatímco se Marlon připravuje na toto setkání a Mărin sleduje televizi, přichází pokojská s prádlem. To dává do téže skříňky, kam byl vložen jeden z kufříků. Nejdříve však – zřejmě kvůli lepšímu skládání – tento vyndá, aby následně oba znovu zaměnila. Pak odchází. Do pokoje přichází Doeova vyzvědačka, a začne se kolem toho, kterého považuje za Marlona, opět motat. Mărin dostává od svého protějška znamení, aby se s ní ztratil, a uvolnil tak pravému miliardáři cestku ke kufříku a odchodu. Při cestě však potává Goga a Doeovu špionku uzamyká na zadním schodišti. Juvette se vydává do baru, Teach s komplicem ho chtějí přepadnout, ale kolem výtahu se vytvoří nečekaná skupinka lidí. Teach proto navrhne plán 'Dáma s kaméliemi' – jeden z jeho zločinecké grupy se převleče za děvče. Obě skupiny se stahují k baru. Gogu a jeho strýček mezi tím opouštějí hotel. Když chtějí vrátit sýr s pórkem do původní tašky, zjišťují, že mají opět nesprávný kufřík, a tak se musí do hotelu vrátit.
Když se dostávají mezi zaměstnance, ukazuje od dveří Mărin Gogovi svého 'dvojníka', načež Gogu hned pochopí, proč si je lidé pletou. Následně dostává od strýce příkaz jít hlídat k hlavnímu dveřím, aby Marlon neodešel, a on mu mohl předat kufřík. Do baru přicházejí též členové Doeovy skupiny se Samanthou a Teach s Peachem převlečeni za manželský pár. Zpěvák začne zpívat a Marlon dostává instrukce – vyzvat unesenou dceru k tanci a nechat kufřík na stole, zároveň neopouštět parket, než skončí píseň. Miliardář se tedy dává do tance, gangsteři se bezhlavě vrhají na kufřík. Vzájemně se mlátí, zatímco domnělý objekt jejich zájmu poletuje všude kolem, když se pak hudba místy zklidňuje, snaží se s obtížemi předstírat tanec. To je zejména pro Teache velmi obtížné – má totiž dámské podpatky. Mărin zatím analyzuje situaci – vidí svůj protějšek v rohu sálu, a napadne ho dovézt mu kufřík na vozíčku s velkým připraveným dortem. Jenomže než může dojít k akci, příruční zavazadlo i s penězi uzme neviděn inspektro Columbo. 
Do hotelu přichází Mărinova žena Veta. Ředitel, který se náhodou vyskytne u vchodu ji považuje za ženu amerického miliardáře, a přivede ji tedy rovnou do baru. Veta, zděšena vidouc tancovat 'svého muže' s jinou ženou, se řítí přes celý sál. Marné jsou Mărinovy výkřiky, že to není on, nejsou slyšet. Američan se svou dcerou utíká, a brzy je zpozoruje i Gogu. Hlavy obou gangů se ovšem opět spojily, a když zjistily, že v kufříku mají opět jen sýr a pórek, požadují obnos po Mărinovi, kterého považují za miliardáře. Mărin jim však jen uštědří polevu do obličeje, přidává se k němu i jeho žena. když se obejmou, oba gangy se je rozhodnou unést. K tomu se opět připlete Gogu, který vše sděluje pravému Juvettovi. Za nedlouho volají bandité, pokládajíce Mărina za Marlona pak požadují po dceři výkupné, nevědouc, že její skutečný otec telefon prozíravě nevzal a vše tiše poslouchá. Gogu po zjištění situace konstatuje, že zločinci zašli příliš daleko, když unesli jeho strýčka. Požaduje, aby mu Samantha ukázala cestu k vile, kde se má Mărin nacházet, a cestou mobilizuje své oltenské přátele. Když však přicházejí do vily, zjišťují, že všichni bandité jsou odepsaní. Gogův stýček se s nimi nebyl, on se s nimi opil. Následně se objevuje detektiv Columbo, zatýká bandity a předává Juvettovi kufřík.
Zločinci potom odlétají s inspektorem pryč. Samantha přesvědčuje svého otce, aby zůstali ještě na týden v Rumunsku. Juvette se tedy ptá, jestli je v Băilești letiště, aby tam mohli přistát s jeho soukromým letadlem.

## Výroba
Sergiu Nicolaescu předložil scénář na začátku roku 1977. Ten byl schválen 14. května téhož roku, ovšem jelikož musel dotočit ještě dva jiné filmy v témže roce, začalo se na filmu plně pracovat až 1. března 1978. Natáčení probíhali mezi 25. červencem a 25. zářím 1978. Poslední záběry – z letiště ve Frankfurtu – byly natočeny 7. prosince. Vedení Rady kultury a socialistické výchovy (tedy jakýsi schvalovací orgán) jej shlédlo 20. prosince a vydalo svá doporučení. Film byl natočen za spolupráce Ministerstva sportu a cestovního ruchu, Ministerstva národní obrany a rumunských aerolinií TAROM. Režisér Nicolaescu v průběhu natáčení dostal ischias. Na natáčení byl převážen z nemocnice. Byl připoután k nosítkům, která byla zvednuta co nejvíc vzpřímeně.

### Nápad na film
Amza Pellea si chtěl po rolích v historických filmech a po dramatických rolích zahrát také komediální role. Objevuje se zde v roli oltenského rolníka strýčka Mărina, komické postavy, jíž hrál dříve, a jež se objevovala ve skečích, které režíroval právě Nicolaescu. Pellea chtěl do díla promítnout právě tuto postavu, a realizaci celé věci nabídl právě Nicolaescovi. Ten, přestože neměl s natáčením komedií žádné zkušenosti, nabídku přijal.

### Lokace
Úvodní scéna byla natočena na letišti ve Frankfurtu. Protože štáb neměl víza do západního Německo, musel se při pořizování záběrů omezit pouze na mezinárodní prostor letiště. Úřady jim natáčení dovolily bez potřeby jakýchkoliv povolení či nějakých poplatků. Ještě téhož dne se všichni vrátili do Rumunska. Miliardářův pokoj byl natáčen v hotelu Intercontinental v Bukurešti. Jedná se o Apartamentul Imperial, luxusní pokoj v 19. patře hotelu. Nachází se zde pozlacená nábytek z bílého ořechu nebo svítidla z muránského skla. Bar Ritz byl ve skutečnosti natáčen v nočním klubu, na Olimpu na rumunské riviéře. Natáčelo se i v dalších lokalitách poblíž Černého moře, v Bukurešti a Snagově.

### Hudba
Ve filmu zaznělo více písní od různých interpretů. Dvě písně pocházely z alba Jeff Wayne's Musical Version of The War of the Worlds – The Eve of the War a Horsell Common and the Heat Ray. Když čeká Mărin před hotelem lze slyšet píseň Miss You od The Rolling Stones. Když se druhého dne probouzí z rádia hraje skladba Durata od Semnal M. Po příchodu amerického miliardáře, který opět zapne téže přístroj, z něj hraje skladba Painter Man od Boney M. Jakmile Mărin vyžene novináře z pokoje, lze slyšet Deliverance od Space. Když se Samantha snaží upozornit svého otce na pláži, One For Me, One For You od La Bionda. Při následné honičce zní píseň Disco Connection ze stejnojmenného alba, kterou složil Isaac Hayes. V baru Ritz pak hraje nejdříve Lady Bump od Penny McLean, potom Gil Dobrică zpívá Baby Face od Little Richard, která se střídá s tóny La Cumparsita. Ve vile, když se Mărin se zločinci opije, zpívá M-a făcut mama oltean (Po matce jsem Oltean) 

### Natáčení
Amza Pellea podle vyjádření režiséra hrál tak přirozeně, že nebylo třeba mu nějak radit. Do role Goga byl obsazen Sebastian Papaiani, zřejmě na přání Pelley. Papaiani si během natáčení si při pádu přes hotelovou židli zlomil dvě žebra. Při natáčení si nedokázal udržet vážnou tvář, a rozesmál se, takže se záběry musely opakovat. Papaiani s Pelleou pak mluvili oltenským nářečím i mimo natáčení. Draga Olteanu-Matei, hrající Mărinovu ženu Vetu, se zase tak vžila do role, hrajíc scénu v baru Ritz, kdy se prodírala tančícím davem a mlátila komparzisty pórkem, že tomu přihlížející tleskali. 

### Zajímavost
Dolarové bankovky byly potištěné jen po jedné straně, na druhé bylo napsáno 'bloc-notes'. Sebastian Papaiani si po natáčení na památku jeden takový 'dolar'  nechal. Ovšem jelikož nebylo držení ani obchodování cizí měny povoleno, a někdo hercovu 'bankovku' spatřil, druhý den k němu přišli dva příslušníci miliție. Papaiani jim onu 'valutu' ukázal, což miliționáře pobavilo, takže celou věc nechali být.